# Stenailurus
Cet article possède un paronyme, voir Sthenurus.
Stenailurus teilhardi
Genre
Espèce
Stenailurus est un genre fossile de félins de la sous-famille des machairodontinés ayant vécu vers la toute fin du Miocène dans ce qui est aujourd’hui l'Espagne, et dont une seule espèce est connue, Stenailurus teilhardi.

## Systématique
Le genre Stenailurus et l'espèce Stenailurus teilhardi ont décrits par Crusafont-Pairo & Aguirre en 1972[réf. nécessaire].